# Saint-Germain-de-Longue-Chaume
Saint-Germain-de-Longue-Chaume ist eine französische Gemeinde mit 387 Einwohnern (Stand: 1. Januar 2022) im Département Deux-Sèvres in der Region Nouvelle-Aquitaine (zuvor Poitou-Charentes). Die Gemeinde gehört zum Arrondissement Parthenay und zum Kanton Parthenay.

## Geografie
Saint-Germain-de-Longue-Chaume liegt etwa zehn Kilometer nordwestlich von Parthenay. Umgeben wird Saint-Germain-de-Longue-Chaume von den Nachbargemeinden Amailloux im Norden und Osten, Adilly im Süden und Osten, Fénery im Süden und Südwesten sowie Clessé im Westen.

## Bevölkerungsentwicklung
| Jahr                      | 1962 | 1968 | 1975 | 1982 | 1990 | 1999 | 2006 | 2013 |
| Einwohner                 | 513  | 474  | 439  | 419  | 368  | 322  | 371  | 413  |
| Quelle: Cassini und INSEE |      |      |      |      |      |      |      |      |